# کاتسوتوشی نکودا
کاتسوتوشی نکودا (انگلیسی: Katsutoshi Nekoda؛ ۱۹۴۴ – ۱۹۸۳) یک بازیکن والیبال اهل ژاپن بود.